# Conceptes marginals
En economia, els conceptes marginals s'associen amb un canvi específic en la quantitat utilitzada d'un bé o servei, a diferència d'alguna noció de la importància global d'aquesta classe de bé o servei, o d'alguna quantitat total d'aquesta.

## Marginalitat
Les restriccions es conceptualitzen com una vora o un marge. La ubicació del marge per a qualsevol individu correspon a la seva dotació, concebuda a grans trets per incloure les oportunitats. Aquesta dotació està determinada per moltes coses, incloses les lleis físiques (que limiten com es poden transformar les formes d'energia i matèria), accidents de la natura (que determinen la presència de recursos naturals) i els resultats de decisions passades preses tant per altres com pel mateix individu.
Un valor que és cert donades restriccions particulars és un valor marginal. Un canvi que es veuria afectat com o per un afluixament o enduriment específic d'aquestes restriccions és un canvi marginal, tan gran com la divisió rellevant més petita d'aquest bé o servei. Per raons de maneig, sovint s'assumeix en l'anàlisi neoclàssica que béns i serveis són contínuament divisibles. En aquest context, un canvi marginal pot ser un canvi infinitesimal o un límit. Tanmateix, en sentit estricte, la divisió rellevant més petita pot ser força gran.

## Alguns conceptes marginals importants
L'ús marginal d'un bé o servei és l'ús específic al qual un agent donaria un determinat augment, o l'ús específic del bé o servei que s'abandonaria en resposta a una disminució determinada.
La utilitat marginal d'un bé o servei és la utilitat de l'ús específic al qual un agent donaria un determinat augment d'aquest bé o servei, o de l'ús específic que s'abandonaria en resposta a una disminució determinada. En altres paraules, la utilitat marginal és la utilitat de l'ús marginal.
La taxa marginal de substitució és la taxa de substitució que és la taxa menys favorable, al marge, a la qual un agent està disposat a canviar unitats d'un bé o servei per unitats d'un altre.
Un benefici marginal és un benefici (sigui quin sigui el rang o mesurat) associat a un canvi marginal.
El terme "cost marginal" pot referir-se a un cost d'oportunitat al marge, o més estretament al cost pecuniari marginal, és a dir, el cost marginal mesurat pel flux d'efectiu perdut.
Altres conceptes marginals inclouen (però no es limiten a):
- producte físic marginal (de vegades també conegut com a "producte marginal")
  - producte marginal del treball
  - producte marginal del capital
- taxa marginal de transformació, la velocitat a la qual s'ha de sacrificar una producció o resultat per augmentar una altra producció o resultat
- producte d'ingressos marginals
- propensió marginal a estalviar i consumir
- tipus impositiu marginal
- eficiència marginal del capital

El marginalisme és l'ús de conceptes marginals per explicar fenòmens econòmics.
El concepte relacionat d'elasticitat és la relació entre el canvi percentual incremental d'una variable respecte a un canvi percentual incremental en una altra variable.